# P.S.
P.S. (Brasil: Segunda Chance / Portugal: P.S. Amo-te) é um filme estadunidense de 2004, estrelado por Laura Linney e Topher Grace.

## Enredo
O filme conta a história de Louise Harrington, uma mulher com uma boa vida profissional, já que trabalha em uma das mais conceituadas Universidades dos EUA, só que completamente sozinha na sua vida pessoal, já que é recém-divorciada e nunca esqueceu seu grande e verdadeiro amor: um pintor que morreu em um acidente de carro a 20 anos atrás, até que ela conhece um jovem rapaz que é idêntico ao seu verdadeiro amor do passado, não só se parece fisicamente, mas também tem o mesmo talento pra pintura e possui o mesmo nome, F. Scott Feinstadt. a partir dai, se inicia um romance entre eles, só que a diferença de idade, será um problema para os dois.

## Elenco
| Ator              | Papel             |
| ----------------- | ----------------- |
| Laura Linney      | Louise Harrington |
| Topher Grace      | F.Scott Feinstadt |
| Gabriel Byrne     | Peter Harrington  |
| Marcia Gay Harden | Missy Goldberg    |
| Paul Rudd         | Sammy Silverstein |
| Lois Smith        | Ellie Silverstein |

## Ligações Externas
- «P.S. no IMDB» (em inglês)